# Noticastrum chebataroffii
Noticastrum chebataroffii là một loài thực vật có hoa trong họ Cúc. Loài này được (Herter) Zardini mô tả khoa học đầu tiên năm 1978.